# Карой Гусар
Корой Гусар де Шарвар (угор. Károly Huszár de Sárvár; 10 вересня 1882, Нусдорф — 29 жовтня 1941, Будапешт) — угорський консервативний політик, журналіст. Клерикал, член Християнсько-соціального руху.

## Біографічні відомості
Народився 10 вересня 1882 року у передмісті Відня.
Після знищення Угорської Радянської Республіки з 24 листопада 1919 по 1 березня 1920 року короткий час був прем'єр-міністром Угорщини, а також за посадою виконував обов'язки глави Угорського Держави. Також у 1919 році обіймав посаду міністра у справах релігії та освіти Угорщини.
За ініціатива Гусара в Угорщину були запрошені багато видних діячів Білого руху, зокрема, барон П. М. Врангель, А. І. Денікін. Гусар взяв активну участь в організації співпраця з білим рухом, в публікації книг про події Громадянської війни в Росії.
Пізніше Гусар займав посаду віце-голова Угорського парламенту. Віце-президент «Католицького дії» (1934—1941).